# Falam (langue)
Le falam, ou chin falam, est une langue de la branche kuki-chin-naga des langues tibéto-birmanes, parlée à Falam dans l’État Chin en Birmanie, et en Inde.

## Écriture
| a | aw | b | c | d | e | f | h | i | k | kh | l | m | n | ng | p | ph | r | s | t | th | ṭ | ṭh | u | v | z |

## Sources
- (cfm) Mirang Ca Zirpawl hrang Mirang—Lai(Falam) Dictionary [« Dictionnaire anglais-falam »], Lailun Foundation, 2009 (lire en ligne)